# Сюаньчэн
Сюаньчэ́н (кит. упр. 宣城, пиньинь Xuānchéng) — городской округ в провинции Аньхой КНР.

## История
Когда китайские земли впервые были объединены в единое государство — империю Цинь, то все земли современного городского округа оказались в составе округа Чжанцзюнь (鄣郡). После того, как империю Цинь сменила империя Хань, округ Чжанцзюнь был переименован в округ Даньян (丹阳郡), а его органы власти в 109 году до н. э. переехали в Ваньлин (современный район Сюаньчжоу).
При империи Цзинь в 281 году из округа Даньян был выделен округ Сюаньчэн (宣城郡), власти которого разместились в Ваньлине; он был подчинён провинции Янчжоу (扬州).
В бурную эпоху Южных и Северных династий административное устройство этих земель не раз менялось. После объединения страны в империю Суй, а затем смены её на империю Тан, здесь была административная единица, которая называлась то округом Сюаньчэн, то областью Сюаньчжоу (宣州). При империи Сун в 1166 году область Сюаньчжоу была преобразована в Нингоскую управу (宁国府).
После монгольского завоевания Нингоская управа была преобразована в Нингоский регион (宁国路). Когда повстанцы под предводительством Чжу Юаньчжана в 1367 году захватили эти места, то ими была восстановлена Нингоская управа, и она просуществовала вплоть до Синьхайской революции 1911 года, после которой в результате административной реформы управы были упразднены.
После того, как во время гражданской войны эти места перешли под контроль коммунистов, в мае 1949 года был образован Специальный район Сюаньчэн (宣城专区), в состав которого вошло 5 уездов. В июне 1950 года в состав Специального района Сюаньчэн перешло ещё два уезда из расформированного Специального района Удан (芜当专区). В 1951 году Специальный район Сюаньчэн был расформирован, а входившие в его состав административные единицы перешли в состав Специального района Уху (芜湖专区), который в 1971 году был переименован в Округ Уху (芜湖地区).
В 1973 году город Уху был выведен из состава округа, став городом провинциального подчинения. В 1980 году уезд Уху был передан в подчинение властям города Уху, а органы власти округа переехали из уезда Уху в уезд Сюаньчэн, после чего Округ Уху был переименован в Округ Сюаньчэн (宣城地区).
В 1983 году уезд Данту был передан из состава округа Сюаньчэн под юрисдикцию властей Мааньшаня, а уезды Фаньчан, Цинъян и Наньлин — в состав Уху, после чего в округе Сюаньчэн осталось 5 уездов.
В 1987 году был расформирован уезд Сюаньчэн, а вместо него образован городской уезд Сюаньчжоу. В 1988 году в состав округа Сюаньчэн были переданы уезды Ланси и Цзиндэ.
В 1997 году уезд Нинго был преобразован в городской уезд.
В 2000 году постановлением Госсовета КНР были расформированы округ Сюаньчэн и городской уезд Сюаньчжоу, и был образован городской округ Сюаньчэн; бывший городской уезд Сюаньчжоу стал районом Сюаньчжоу в его составе.
В 2019 году уезд Гуандэ был преобразован в городской уезд.

## Административно-территориальное деление
Городской округ Сюаньчэн делится на 1 район, 2 городских уезда, 4 уезда:
| Карта                                              | Карта     | Карта     | Карта       | Карта            | Карта         |
| -------------------------------------------------- | --------- | --------- | ----------- | ---------------- | ------------- |
| Сюаньчжоу Ланси Гуандэ Цзинсянь Цзиси Цзиндэ Нинго |           |           |             |                  |               |
| Статус                                             | Название  | Иероглифы | Пиньинь     | Население (2010) | Площадь (км²) |
| Район                                              | Сюаньчжоу | 宣州区    | Xuānzhōu qū |                  |               |
| Городской уезд                                     | Гуандэ    | 广德市    | Guǎngdé shì |                  |               |
| Городской уезд                                     | Нинго     | 宁国市    | Níngguó shì |                  |               |
| Уезд                                               | Ланси     | 郎溪县    | Lángxī xiàn |                  |               |
| Уезд                                               | Цзинсянь  | 泾县      | Jīng xiàn   |                  |               |
| Уезд                                               | Цзиси     | 绩溪县    | Jìxī xiàn   |                  |               |
| Уезд                                               | Цзиндэ    | 旌德县    | Jīngdé xiàn |                  |               |

## Экономика
Сюаньчэн и особенно уезд Цзинсянь являются историческим центром производства бумаги для каллиграфии и живописи сюаньчжи. Также здесь существует большой рынок, где кроме бумаги продают и сопутствующие товары — тушь, чернильницы и кисти. В 2024 году доход Сюаньчэна от продажи письменных принадлежностей составил около 2 млрд юаней (274,64 млн долл. США).

### Туризм
В 2024 году Сюаньчэн посетило более 46 млн внутренних туристов, а доходы от туризма достигли 41 млрд юаней.

## Города-побратимы
- Россия: Балахна